# Steinfeld (Broderstorf)
Steinfeld is een ortsteil van de gemeente Broderstorf in de Duitse deelstaat Mecklenburg-Voor-Pommeren. Het dorp ligt ongeveer tien kilometer oostelijk van Rostock. Op 1 januari 2013 werd de tot dan toe zelfstandige gemeente ortsteil van Broderstorf.